# Anita G – flicka utan förflutet
Anita G – flicka utan förflutet (originaltitel: Abschied von gestern) är en västtysk dramafilm från 1966, skriven och regisserad av Alexander Kluge. Manuset är baserat på Kluges novell "Anita G." från 1962.